# Hammer Hurtado
Hammer Hurtado, pseudonimo di Eder Armando Hurtado Garces (...), è un cantautore, ballerino e coreografo colombiano attualmente attivo a Roma, città dove risiede da anni. La sua attività musicale è legata al genere latinoamericano, e in particolare al reggaeton.

## Biografia
Hammer Hurtado è un ballerino, coreografo, cantante e compositore, nato in Colombia, a Barranquilla, una città che ha dato i natali a molti artisti di fama internazionale, come Shakira, J Balvin e Miss Universo 2015.
Hammer ha studiato alla Dunwoody High School, l'accademia della stessa Shakira. Con lei ha partecipato a diverse manifestazioni di beneficenza organizzate da Telethon.
All'età di nove anni inizia a seguire programmi tv in cui a esibirsi ci sono boy band popolari all'epoca, come i Menudo, gruppo di giovani cantanti di cui fanno parte future star come Ricky Martin e Chayenne. È vedendoli esibirsi in tv che Hammer si appassiona alla musica, e specialmente al loro modo di fare musica. In quel momento desidera imitarli, ammira le loro abilità sia nel canto che nel ballo, tanto da voler diventare a sua volta cantante e ballerino.1
La musica e la danza hanno spinto Hammer a partire per l'Europa. Si stabilisce a Roma, in Italia, dove diventa un personaggio popolare nel mondo del ballo latino, della salsa e dell'hip hop, e dove colleziona numerosi successi musicali.

## Musica
Ha esordito la sua carriera musicale nel trio Amarillys, con il brano “El Boogaloo”, prodotto dalla casa discografica RWM e Verba Manent del paroliere e cantautore italiano Vincenzo Incenzo. “El Boogaloo” è un ballo che risente della contaminazione della salsa con il boogie, è una musica “impura”, nata negli anni 1960 per far ballare la gente di tutti i quartieri, senza distinzione di razza e di classe.
Questa canzone riesce a guadagnare il 10º posto nelle classifiche delle emittenti radiofoniche di musica latina, tra cui Radio Mambo 106.9 FM.
Nel 2009 Hammer è stato più volte ospite del noto locale Fiesta, dove ha animato le serate romane con i suoi tormentoni estivi “Hip cumbia” e “Repella”, scritti e cantati insieme al collega e amico Joseph Orozco.
“Hip cumbia” è un pezzo molto carnavalesco, allegro e colorito, in cui si fondono la cumbia, che è il genere musicale tipico del folklore colombiano, e il più moderno hip hop.
“Repella”, invece, è una piacevole salsaton, ovvero una miscela di tre generi: salsa, cumbia e reggaeton.
Nel dicembre 2013 Hammer ha partecipato alla 16ª edizione del premio “David di Michelangelo alla Coreografia e al Talento Artistico”, al teatro Tendastrisce di Roma ed è stato premiato dalla F.I.D. (Federazione Italiana Danza) con una targa per il suo talento artistico.8
Nell'estate del 2015 ha lanciato un nuovo singolo “Timido”, un reggaeton romantico, autobiografico, in cui l'autore, Hammer, parla di un ragazzo che a causa della propria timidezza non aveva molta fortuna in amore, ma poi, dopo aver incontrato la ragazza dei suoi sogni, si è finalmente lasciato andare ed è cambiato per riuscire a conquistarla.
Quest'ultimo singolo è stato presentato nel locale più glamour nel cuore di Roma, il White club, nell'aprile 2015. E, grazie alla pubblicità fatta sui social network e anche alla radio, l'evento è stato molto seguito: nel pubblico erano presenti ospiti importanti, fra cui un popolare regista videografico colombiano Jheison Garcia e il noto fotografo dei Vip Simone Presta.
In quel periodo, "Timido" viene trasmesso quotidianamente su Radio Mambo, un'emittente radiofonica di musica latina, e grazie a questo brano, Hammer ottiene numerose interviste che vengono pubblicate sulle riviste “Vip MESE” num. 31, 32 e 33, “Tutto di Tutti” num. 64, “Vida latina Magazine” di marzo/aprile 2015. Queste riviste finiscono anche in tv, su Rai1, dove vengono commentate nella rubrica satirica del giornalista Gianni Ippoliti.
Tre anni dopo, la compagnia telefonica italiana Noitel Mobile ha scelto la canzone "Timido" come colonna sonora per i suoi spot pubblicitari e ha assunto Hammer come testimonial. Nei video di Noitel Mobile, girati tra Roma e Ostia, Hammer, nelle vesti di “cupido”, ha saputo con simpatia coinvolgere nel ballo coppie di tutte le età che si sono improvvisate attori e ballerini per un giorno. Gli spot sono tre, per coinvolgere tre diverse generazioni di utenti, la musica li unisce e la comunicazione offerta da Noitel Mobile li rende subito reattivi all’amore. Le promozioni scelte in coda agli spot sono molto competitive e coprono diverse esigenze per comunicare ovunque e con tutti2, 3, 4.
Nel maggio 2016 Hammer ha partecipato alla più grande salsa convention d'Italia, Eventopeople festival, che si è tenuta a Scalea (CS), con la partecipazione speciale del fondatore di Zumba fitness Beto Perez. Durante l'evento, Hammer si è esibito con Big Miami presentando "El pega pega", il nuovo brano che ha lanciato per l'estate del 2016.
Dietro questa canzone dai toni molto allegri e festaioli, molto adatta per la Zumba, e al video (prodotto da New Image di Jheison Garcia per l’etichetta Wau Music di Los Angeles) dalle atmosfere molto vacanziere, c’é una nobilissima iniziativa. I ballerini presenti nel filmato, infatti, fanno parte di un centro di aggregazione giovanile per ragazzi in difficoltà, il Matemù di Roma, e vengono da ogni parte del mondo, a dimostrare la loro multietnicità5.
Il 14 febbraio 2019 lancia "Ella", un reggaeton romantico dedicato alla donna, che viene definita "el motor del mundo". Il brano, cantato insieme all'amico e cantautore colombiano Sergio Urbina, è stato aggiunto a oltre 70 playlist di Spotify e vanta attualmente 14000 streams su questa piattaforma.
Il 7 maggio 2021 esce "Cool" sotto l'etichetta discografica 7Strati records.

## Nel sociale
Fin dall'adolescenza Hammer ha mostrato interesse verso i temi sociali scrivendo canzoni per la pace e contro il razzismo.
Attualmente è attivo nella campagna contro la violenza sulle donne: nel novembre del 2014 ha organizzato un evento di beneficenza nella splendida cornice del "Caraibe" di Roma, riunendo i migliori ballerini della capitale, per raccogliere i fondi da donare all'associazione Differenza Donna, che ogni anno accoglie 12500 donne con i loro figli.
Nel marzo 2015 ha partecipato a un altro evento di Zumba all'HSC a sostegno dell'associazione
"SOS VIOLENZA DONNE".
Nel marzo 2016 ha partecipato come ospite speciale a un evento di Zumba organizzato da Trimas Dance al "Salsedine" di Fiumicino, a favore dell'associazione Differenza Donna, per finanziare progetti sportivi per le donne e i bambini che vivono nei centri antiviolenza.
Nel 2019, in occasione della giornata internazionale contro la violenza sulle donne, si è esibito nel locale romano Los Compadres, cantando la sua canzone "Ella", dedicata proprio alle donne. In questa occasione ha rilasciato anche un'intervista per la tv latina "Sentirlatino tv".
Inoltre Hammer organizza e partecipa attivamente a numerose iniziative di beneficenza a favore dell'associazione "Los Niňos del Mar", che si occupa dei bambini colombiani di Ladrilleros, come ad esempio l'evento "Un Gol per Los Niňos del Mar" che si è tenuto nel 2018 presso il Soccer Totti Longarina.

## Discografia
- 2009 - El Boogaloo - Amarillys
- 2009 - Hip Cumbia - Hammer Hurtado & Joseph Orozco
- 2009 - Repella - Hammer Hurtado & Joseph Orozco
- 2015 - Timido - Hammer Hurtado feat. Murilo Sonyc
- 2016 - El Pega Pega - Hammer Hurtado feat. Big Miami & Manuela
- 2019 - Ella - Hammer Hurtado feat. Sergio Urbina
- 2021 - Cool - Hammer Hurtado